# إنديانابوليس 500 سنة 1928
سباق إنديانا بوليس -500 ميل 1928 أقيم في حلبة إنديانابوليس موتور سبيدواي في 30 مايو 1928 وفاز في السباق لويس ماير من فريق آلدن سامبسون 2 بمتوسط سرعة 99.482 ميل/س (160.101 كم/س).
وكان أول المنطلقين ليون دري بسرعة 122.391 ميل/س (196.969 كم/س).